# Drosophila parachrogaster
Drosophila parachrogaster este o specie de muște din genul Drosophila, familia Drosophilidae, descrisă de Patterson și Mainland în anul 1943. Conform Catalogue of Life specia Drosophila parachrogaster nu are subspecii cunoscute.